# Большой Мольн (фильм, 1967)
«Большой Мольн» (фр. Le Grand Meaulnes) — французский цветной художественный фильм режиссёра Жана-Габриеля Альбикокко, экранизация одноимённого романа французского писателя Алена-Фурнье. Соавтором сценария фильма стала писательница Изабель Ривьер, сестра Алена-Фурнье и владелица авторских прав, которая в этом случае впервые дала согласие на экранизацию романа.

## Сюжет
Фильм близко следует тексту романа, действие которого происходит в конце XIX века во Франции. Заглавный герой, молодой человек по имени Огюстен Мольн, однажды случайно попадает в замок, где проходит торжество, посвящённое будущей свадьбе сына хозяина. Очарованный миром праздника, Мольн знакомится в замке с девушкой Ивонной, в которую влюбляется. Внезапно оказывается, что свадьбы не будет, поскольку невеста покинула жениха. Гости разъезжаются, и позже Мольн уже не может найти замок. Он рассказывает о произошедшем с ним своему товарищу по школе Франсуа Сёрелю. Вскоре в их городке останавливаются бродячие артисты, в одном из которых Огюстен узнаёт Франца, того самого жениха, свадьба которого не состоялась. Мольн и Франсуа клянутся Францу, что придут ему на помощь, если она понадобится, и Франц уезжает.
Проходит несколько лет. Мольн уезжает на поиски в Париж, однако не находит там Ивонну и знакомится с другой девушкой. Тем временем Франсуа, который остался в родных местах и выучился на школьного учителя, случайно узнаёт, где же побывал Мольн: как оказывается, Ивонна с отцом до сих пор живут в своём доме, хотя и были вынуждены продать часть владений. Он едет за Мольном и привозит его на пикник, где тот встречается с Ивонной. Счастье Огюстена омрачает то, что девушка, с которой он познакомился в Париже и чуть не женился на ней, оказалась сбежавшей невестой Франца, так что теперь Мольн чувствует своим долгом разыскать и её, и Франца, чтобы они снова были вместе. В результате на следующий день после свадьбы Мольн покидает Ивонну.
Проходит несколько месяцев. У Ивонны рождается дочь, однако сама она умирает после родов. Девочку воспитывает её крёстный Франсуа, который работает учителем в школе неподалёку. Однажды он видит, что в домик Франца вернулся Франц со своей невестой. Возвращается и Мольн, который выполнил своё обещание перед Францем. Он забирает дочь и уезжает.

## В ролях
- Ален Либоль — Франсуа Сёрель
- Жан Блез — Огюстен Мольн
- Брижит Фоссе — Ивонна де Гале
- Ален Нури — Франц де Гале
- Жюльетт Виллар — Валентина
- Кристиан де Тийер — Ганаш
- Марсель Кювелье — месье Сёрель
- Тереза Кентен — мадам Сёрель

## Отзывы
Обозреватель Variety отмечает, что режиссёр иногда излишне буквально следует тексту романа, а также не всегда оправданно использует изобразительные «красивости»:

«Фильм перебарщивает с навазелиненными линзами и расплывчатыми стёклами для того, чтобы представить реальность размытой. И хотя Брижит Фоссе хорошо подходит на роль символа-мечты, муки подросткового возраста, идеализма и взросления немного теряются в тумане красивых образов».
Оригинальный текст (англ.)The film overdoes the use of vaselined lenses or smeared glasses to blur what reality there is. Brigitte Fossey has the right quality as the dream symbol, but the pains of adolescence, idealism and youthful coming-of-age are somewhat lost in the maze of pretty images.